# توشيو ايو
توشيو ايو (28 ديسمبر 1902 - 16 يوليو 1969) كان مخترع ياباني و صناعي الذي أسس شركة سانيو , و لعب دور مؤثر في النمو
و تطوير أعمال كهربائية ميتسوبيشا و حيث كان صهر كونوسكه ماتسوشيتا.

## حياته قبل سانيو
أبوه كان بحاراً, و وجد توشيو عملاً في معمل كهربائي بواسطة كونوسكه ماتسوشيتا و الذي تزوج إحدى اخوات توشيو و خلال فترة عمله هذه أصبح بحار خبير. بعد خدمته في العسكرية اليابانية في الحرب العالمية الثانية أصبح مسؤولا عم معمل القوارب الخشبية لماتسوشيتا, و بعد هزيمة اليابان
المكتب الرئيسي للحلفاء أراد تغيير الإدارة بابقاء واحد من المدراء التنفيذيين , فانسحب توشيو.

## تأسيس سانيو
بعد تركه لماتسوشيتا عمل في بنك سوميتومو, ثم قام نسيبه ماتسوشيتا باقراضه معمل غير مستعمل , أراد توشيو أن يسير على خطى نسيبه ماتسوشيتا
و قام بتصنيع الدراجات و سيطر على 60% من السوق اليابانية و أسمى الشركة سانيو و رغب بتوسيع عمله عبر المحيط الهندي و الهادي و الأطلسي,
تصنيع الغسالات هي ما حلق بمبيعات الشركة في الخمسينيات.